# 前田達朗
前田 達朗（まえだ たつろう、1965年11月 - ）は、日本の言語学者。大阪産業大学経済学部・特任教授。専門は社会言語学（日本のマイノリティとその言語状況）。元東京外国語大学国際日本学研究院准教授。博士（文学）（大阪大学、2008年）。Ryukyuan Heritage Language Society（琉球継承言語研究会）副会長。

## 略歴
- 1990年 大阪外国語大学外国語学部デンマーク・スウェーデン語学科卒業
- 2005年 韓国中央大学校 文科大学日本語日本文学科助教授
- 2008年 大阪大学大学院文学研究科博士後期課程修了
- 2010年 東京外国語大学国際日本研究センター講師
- 2013年 同准教授
- 2015年 東京外国語大学国際日本学研究院准教授（改組による配置換え）
- 2023年 大阪産業大学経済学部特任教授[3]

## 著書・論文
- 「「在日」の言語意識」（真田信治・生越直樹監修『在日コリアンの言語相』Ⅰ部3章、和泉書院、2005）
- 「『経験』としての移民とそのことば」（『ことばと社会』12号、三元社、2010）
- 「鹿児島県の国語教育における標準語/方言イデオロギー－戦中の「指導書」と戦後の教育雑誌を手がかりとして－」（『日本語・日本学研究』第3号、東京外国語大学国際日本研究センター、2013)
- 「瀬戸内のシマグチ」（瀬戸内のシマグチ編集委員会編、2013)
- Amamian Language Life: Experiences of Migration and “Dialect Correction”  ("Language Crisis in the Ryukyus" Chapter9,Edited by Mark Anderson and Patrick Heinrich,Cambridge Scholars Publishing ,2014)
- 「瀬戸内のシマグチ2」（瀬戸内のシマグチ編集委員会、前田達朗編、2016)
- 「多様性への気づき――『日本』のマイノリティ認識について」（長谷部美佳　受田宏之　青山亨編『多文化社会読本　多様なる世界、多様なる日本 』12章、東京外国語大学出版会、2016）
- 「国語と日本語」「標準語と方言」（坂本惠　友常勉　東京外語大学国際日本研究センター編『国際日本研究への誘い 日本をたどりなおす29の方法』第4章 日本の中のいろいろなコトバ、東京外国語大学出版会、2022）